# Hyperkern
Ein Hyperkern ist ein Atomkern, der außer Nukleonen (Protonen und Neutronen) noch zumindest ein Hyperon und damit ein Strange-Quark enthält. Damit gehören Hyperkerne zur Seltsamen Materie.
Hyperkerne werden beispielsweise erzeugt durch die Austauschreaktion
{\displaystyle K+{\rm {Kern}}\longrightarrow \pi +{\rm {Hyperkern}}}
wobei {\displaystyle K} ein Kaon bezeichnet, {\displaystyle \pi } ein Pion.
Zur Bezeichnung der Hyperkerne wird das Symbol des Hyperons als Index angegeben. Ein 5ΛHe ist zum Beispiel ein Kern, der aus fünf Baryonen besteht –  je zwei Protonen und Neutronen sowie einem Λ-Teilchen.  
Hyperkerne leichter Elemente, die das leichteste Hyperon, das Lambda-Baryon, enthalten, sind mit Lebensdauern um 10−10 s relativ langlebig, da das Lambda nur über die Schwache Wechselwirkung zerfallen kann. Daher ist es möglich, solche Hyperkerne genauer zu untersuchen, insbesondere Kernspektroskopie an ihnen zu betreiben. Bei einigen Sigma-Hyperkernen (Hyperkernen mit Sigma-Baryonen, den nächstschwereren Hyperonen) ist dies ebenfalls gelungen. Hyperkerne eignen sich dadurch zur Untersuchung des Verhaltens individueller Teilchen innerhalb von Atomkernen. Während man bei „normalen“ Kernen N ununterscheidbare Neutronen und Z ununterscheidbare Protonen hat, verfügt man bei Hyperkernen mit dem Hyperon in Form dieses „markierten“ Teilchens gewissermaßen über eine „Sonde“ im Atomkern. Das entspricht in etwa myonischen Atomen, mit denen man Erkenntnisse über die Atomhülle gewinnen will.
Hyperkerne wurden 1952 durch die polnischen Physiker Jerzy Pniewski und Marian Danysz in zwei Fotoemulsionen entdeckt, die in 85.000 Fuß (26 km) Höhe kosmischer Strahlung ausgesetzt worden waren.